# 列蒂
列蒂是意大利拉齐奥地区的一座城市，其人口约为4.77万。它是列蒂省的省会。
列蒂的市中心位于一座小山上，俯视宽敞的平原。它所在的位置在古代是一座湖泊的南岸。今天这里是维利诺河畔富饶的平原。过去的那座大湖今天只剩下了两座小湖。

## 历史

### 古代

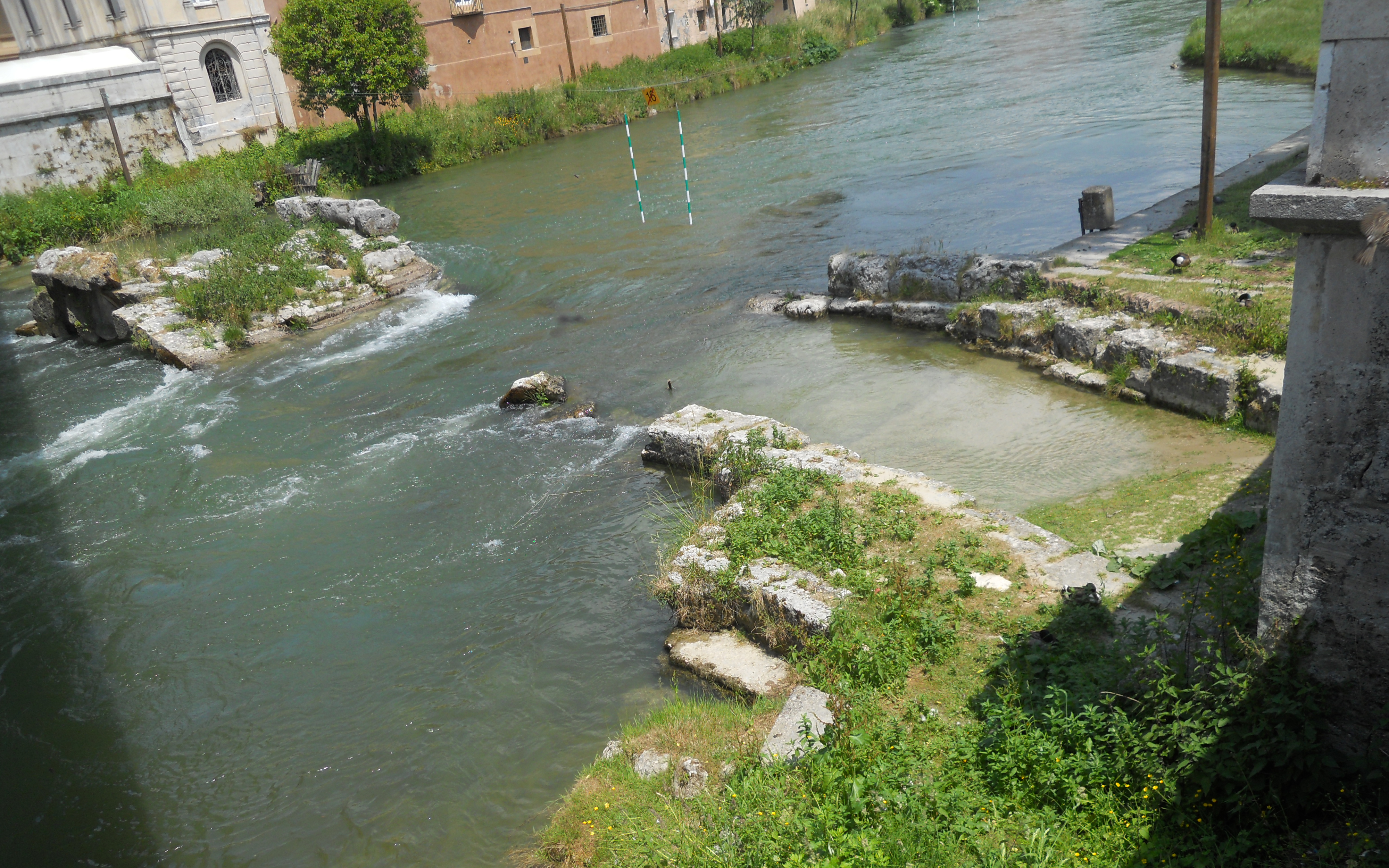
前三世纪时建造的罗马桥梁遗迹

列蒂原为萨宾的一个重要居民点。前三世纪后期马尼乌斯·库里乌斯·登塔图斯率领罗马军队占领列蒂。它成为早期意大利道路网络上的一个战略要点。它尤其控制从罗马通往亚得里亚海海的“盐道”。
登塔图斯下令掘河道使得维利诺河改道成为内拉河的支流，从而把湖的大部分面积排干。原来的湖底成为富饶的平原。按照罗马传统这些新开辟的田被分为典型的正方形小块。列蒂也被迅速开发，按照罗马城市的规则重新组织，并建造强大的城墙保护。在维利诺河上建造了一座石桥。一座高架桥把盐道直接连接到列蒂的南门。
在拉丁语文献中罗马列蒂多次被提到，其中包括富饶的土壤、高价的地产和其它特殊特征。比如西塞罗提到湖被排干后列蒂与特爾尼之间的冲突，以及他的一名朋友在平原上的乡间居房。

### 中世纪

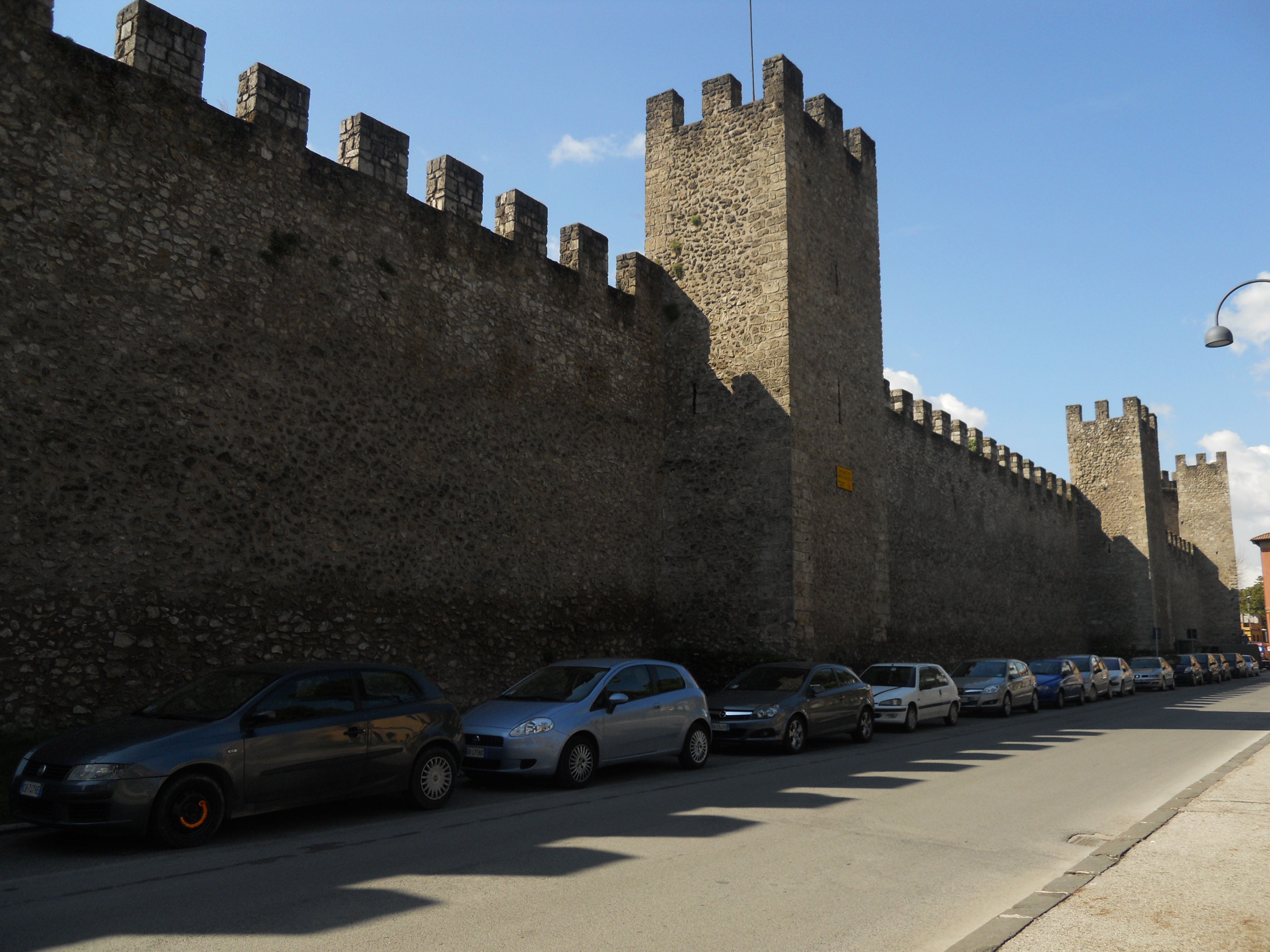
中世纪城墙

西羅馬帝國覆没后列蒂被洗劫，但是即使在这段时间里它始终是一座重要城市。它在这段时间里属于斯帕利托公国。在法兰克王国时期它是县城。在9世纪和10世纪撒拉森人攻破列蒂。1149年西西里国王也占领过列蒂。
在罗马市民的帮助下列蒂被重建。从1198年开始它是一座自由城市。它属于教宗派。
教宗经常喜欢待在列蒂，因此这里发生过多次重要历史事件：1185年神圣罗马帝国皇帝亨利六世在这里与一名西西里公主结婚。1289年教宗尼各老一世在这里为西西里和耶路撒冷国王加冕。1234年額我略九世把聖多明尼克提升为圣人。

### 中世纪晚期和现代
教宗驻地被迁到阿维尼翁后列蒂被西西里国王占领，内部教宗派和皇帝派的斗争爆发。最后教宗派获胜，列蒂成为教宗国内的一个领地。在此后的世纪里平原大部分地区被排干，这又导致与特尔尼的冲突。
从1816年至1860年列蒂是教宗国的一个省城。意大利统一后它首先属于阿布鲁佐。1923年被划给拉齐奥。1923年1月2日它成为省城。

## 气候
| Rieti             | Rieti     | Rieti     | Rieti    | Rieti    | Rieti    | Rieti    | Rieti    | Rieti    | Rieti    | Rieti     | Rieti     | Rieti     | Rieti        |
| 月份              | 1月       | 2月       | 3月      | 4月      | 5月      | 6月      | 7月      | 8月      | 9月      | 10月      | 11月      | 12月      | 全年         |
| ----------------- | --------- | --------- | -------- | -------- | -------- | -------- | -------- | -------- | -------- | --------- | --------- | --------- | ------------ |
| 平均高温 °C（°F） | 8 (46)    | 10 (50)   | 13 (55)  | 17 (63)  | 22 (72)  | 25 (77)  | 29 (84)  | 29 (84)  | 25 (77)  | 20 (68)   | 14 (57)   | 9 (48)    | 18 (65)      |
| 平均低温 °C（°F） | 1 (34)    | 0 (32)    | 2 (36)   | 5 (41)   | 8 (46)   | 11 (52)  | 13 (55)  | 13 (55)  | 11 (52)  | 7 (45)    | 4 (39)    | 1 (34)    | 6 (43)       |
| 平均降水量 mm（） | 111 (4.4) | 110 (4.3) | 95 (3.7) | 93 (3.7) | 75 (3.0) | 70 (2.8) | 35 (1.4) | 55 (2.2) | 87 (3.4) | 106 (4.2) | 171 (6.7) | 146 (5.7) | 1,154 (45.5) |
| 来源：            |           |           |          |          |          |          |          |          |          |           |           |           |              |

## 名胜

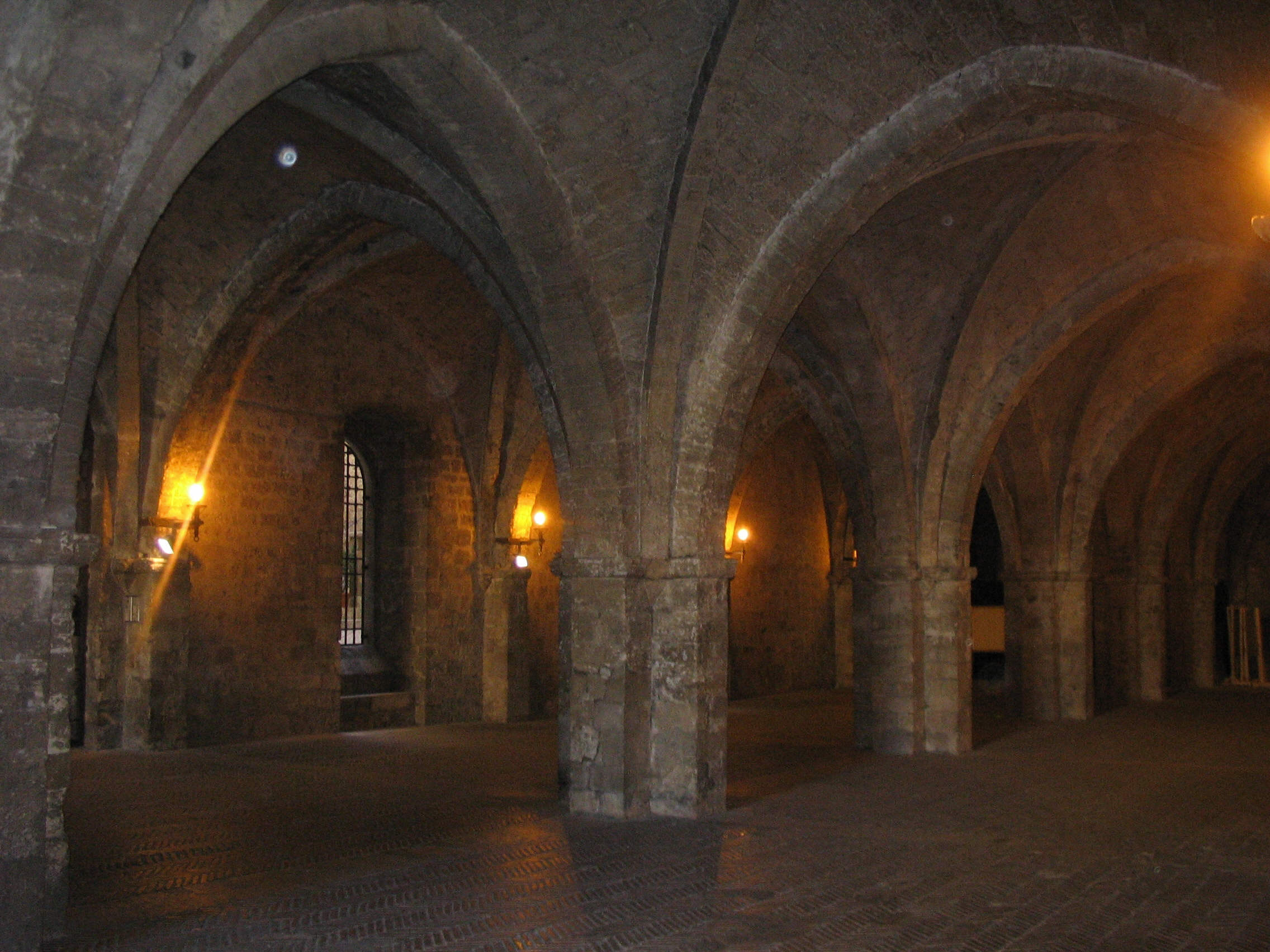
Vescovile宫的地窖

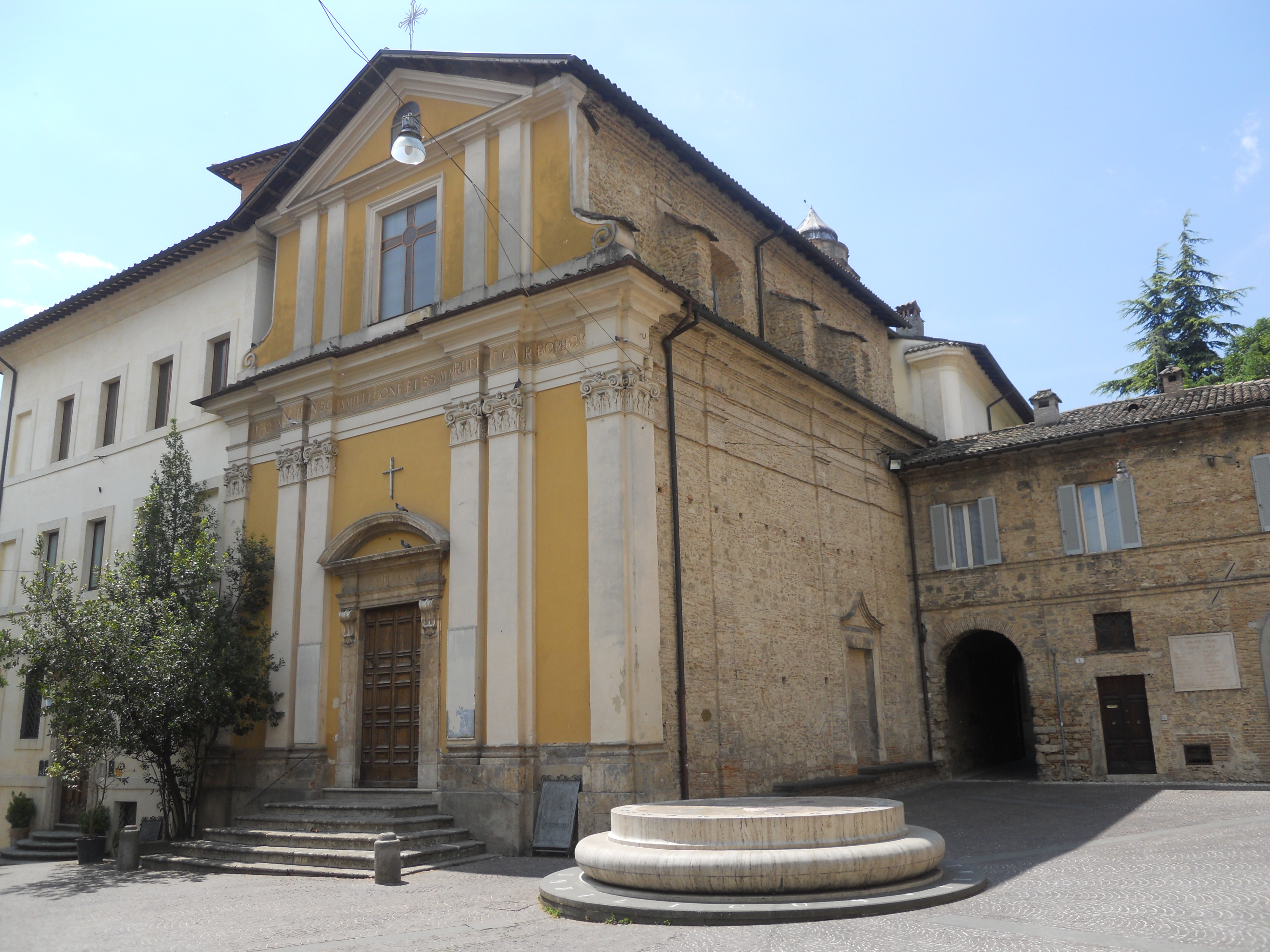
圣卢佛教堂，这个广场被看作是意大利的地理中心

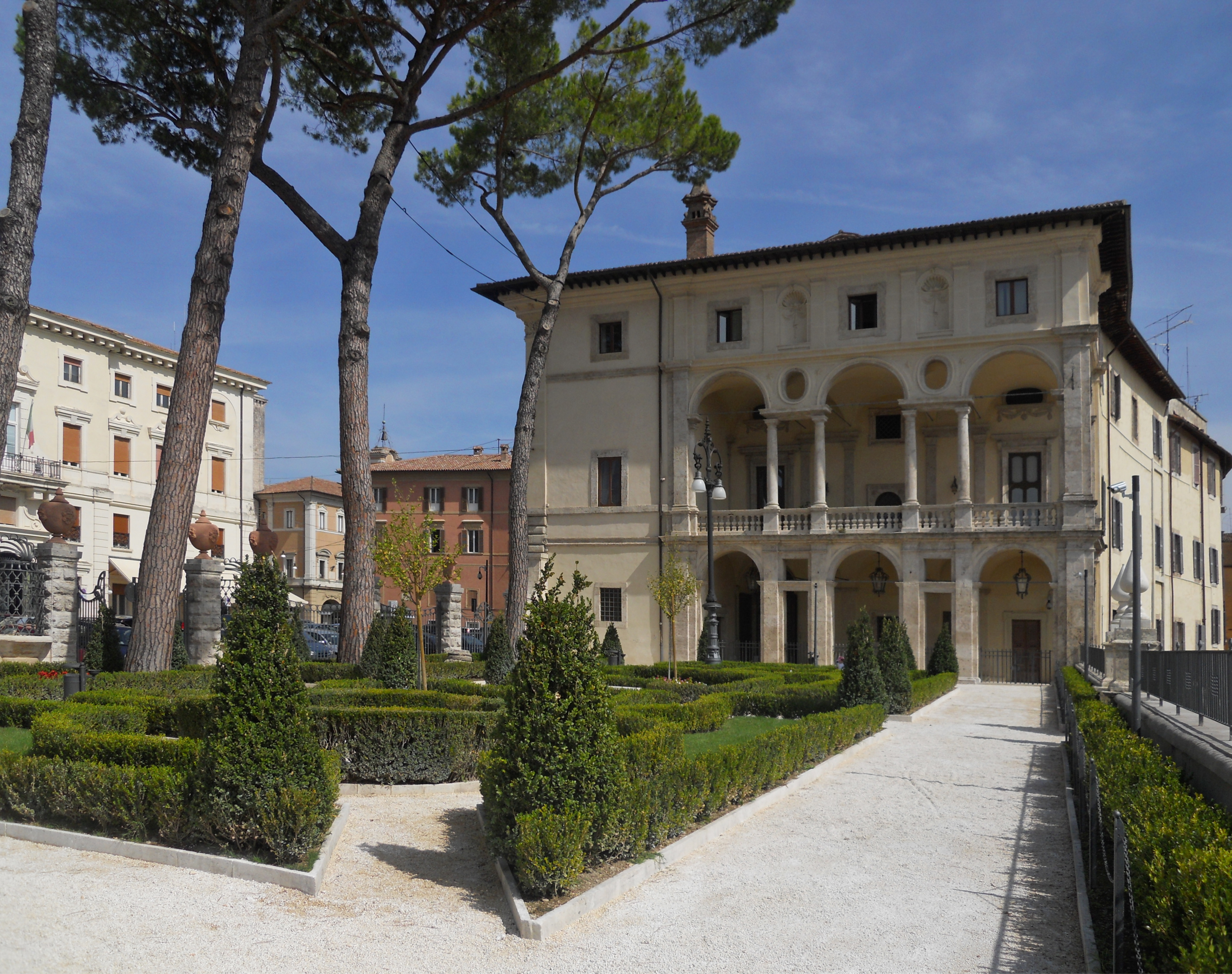
Vicentini宫的花园和入口

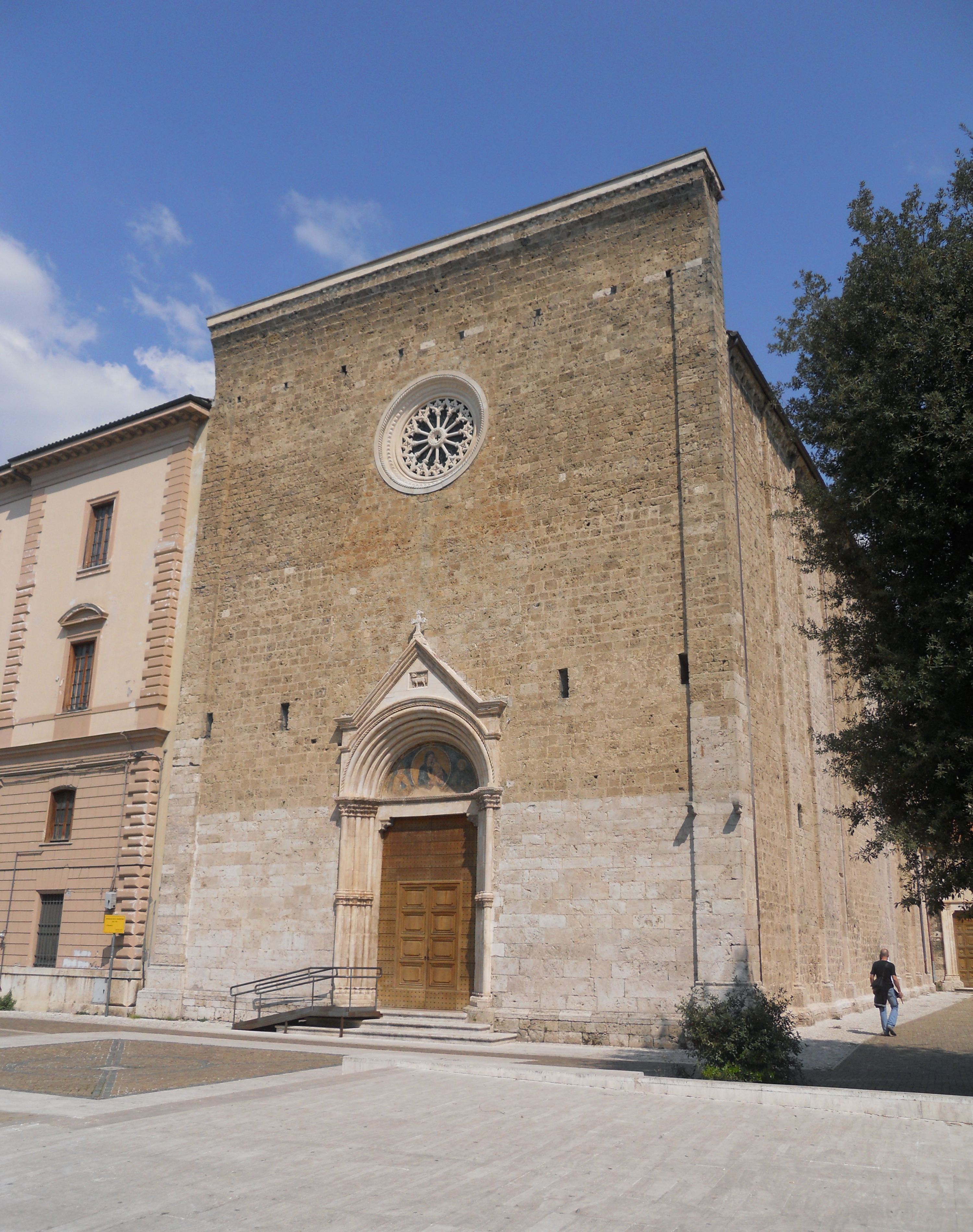
圣奥古斯丁教堂

古代罗马和萨宾市中心建筑密度很高，其中也包括浴堂。但是在19世纪和20世纪的发掘中只发现了很少的遗迹：一座大庙的地基、中心广场的石板地、私人建筑的墙、拱顶地窖、雕塑和陶瓷。最重要的遗迹是石桥和高架桥的遗迹。
圣卢佛广场传统被看作是意大利的地理中心。
其它名胜有大教堂、宫殿、桥梁、教堂等等。
剩下的那两个小湖现在是自然保护区。另外特米诺山也是一个景点。

## 名人
- 伦佐·德·费利切（1929年至1996年）历史学家

## 友好城市
- 日本伊东市
- 法国圣皮埃尔-莱塞尔伯夫
- 德国諾德霍恩（自2010年）

## 交通
意大利1号高速公路连接列蒂。
列蒂有一座火车站。

## 体育
篮球运动乔·布萊恩特从1984年至1992年在列蒂打球。他的儿子科比·布莱恩特在这里上学，并能说流利的意大利语。意大利运动员安德鲁·豪也是在这里长大的。
2007年9月9日阿萨法·鲍威尔在列蒂國際田徑總會大獎賽上创造了9.74秒的100米短跑纪录。这个纪录于2008年5月31日被尤塞恩·博尔特打破。
肯尼亚运动员大卫·鲁迪沙于2010年8月29日在列蒂国际田径总会大奖赛上创造了1:41.01的800米纪录，2012年8月9日他在2012年夏季奥林匹克运动会上打破了自己的这个纪录。